# 日本エネルギー会議
日本エネルギー会議（Japan Energy Conference）は、「原子力発電およびエネルギーに関し、信頼に値する情報を発信し、現実的で地に足のついた世論を喚起するため」に、2012年2月に発足した団体。

## 概要
- 事務局所在地 - 東京都千代田区五番町4-5 五番町コスモビル 株式会社ウイルアライアンス内[2]、所在地は月刊『WiLL』を発行するワック株式会社と同じであり連絡先ＦＡＸ番号も共通。